# تشيدي نوانو
تشيدي نوانو (بالإنجليزية: Chidi Nwanu) (مواليد 1 يناير 1967) هو لاعب كرة قدم. يلعب مع منتخب نيجيريا لكرة القدم. سبق له أن لعب في كأس العالم لكرة القدم مع منتخب بلاده.

## روابط خارجية
- تشيدي نوانو على موقع قاعدة بيانات كرة القدم.إي يو (الإنجليزية)
- تشيدي نوانو على موقع ناشيونال فوتبول تيمز (الإنجليزية)
- تشيدي نوانو على موقع أوليمبيديا (الإنجليزية)